# Phragmipedium besseae
Espèce
Statut de conservation UICN

 EN  : En danger
Phragmipedium besseae est une espèce d'orchidées du genre Phragmipedium originaire d'Amérique du Sud.